# دولند (دهانه)
دولند یک دهانه برخوردی در ماه‌ است.

## دهانه‌های اقماری
این دهانه ۱۰ دهانه اقماری دارد.
| Dollond | عرض جغرافیایی | طول جغرافیایی | قطر          |
| ------- | ------------- | ------------- | ------------ |
| B       | ۷.۷° S        | ۱۳.۸° E       | ۳۷.۰ کیلومتر |
| E       | ۱۰.۲° S       | ۱۵.۷° E       | ۶.۰ کیلومتر  |
| D       | ۸.۲° S        | ۱۲.۵° E       | ۹.۰ کیلومتر  |
| M       | ۱۰.۱° S       | ۱۶.۹° E       | ۶.۰ کیلومتر  |
| L       | ۸.۷° S        | ۱۲.۵° E       | ۵.۰ کیلومتر  |
| U       | ۷.۳° S        | ۱۶.۰° E       | ۳.۰ کیلومتر  |
| T       | ۹.۴° S        | ۱۵.۰° E       | ۳.۰ کیلومتر  |
| W       | ۶.۷° S        | ۱۴.۶° E       | ۱۱.۰ کیلومتر |
| V       | ۷.۹° S        | ۱۵.۵° E       | ۶.۰ کیلومتر  |
| Y       | ۸.۴° S        | ۱۳.۲° E       | ۱۴.۰ کیلومتر |